# Codford St Peter
Codford St Peter är en ort i civil parish Codford, i distriktet Wiltshire, i grevskapet Wiltshire, i England. Codford St Peter var en civil parish fram till 1934 när blev den en del av Codford. Civil parish hade 274 invånare år 1931. Byn nämndes i Domedagsboken (Domesday Book) år 1086, och kallades då Coteford.